# Christuskirche (Hengsberg)

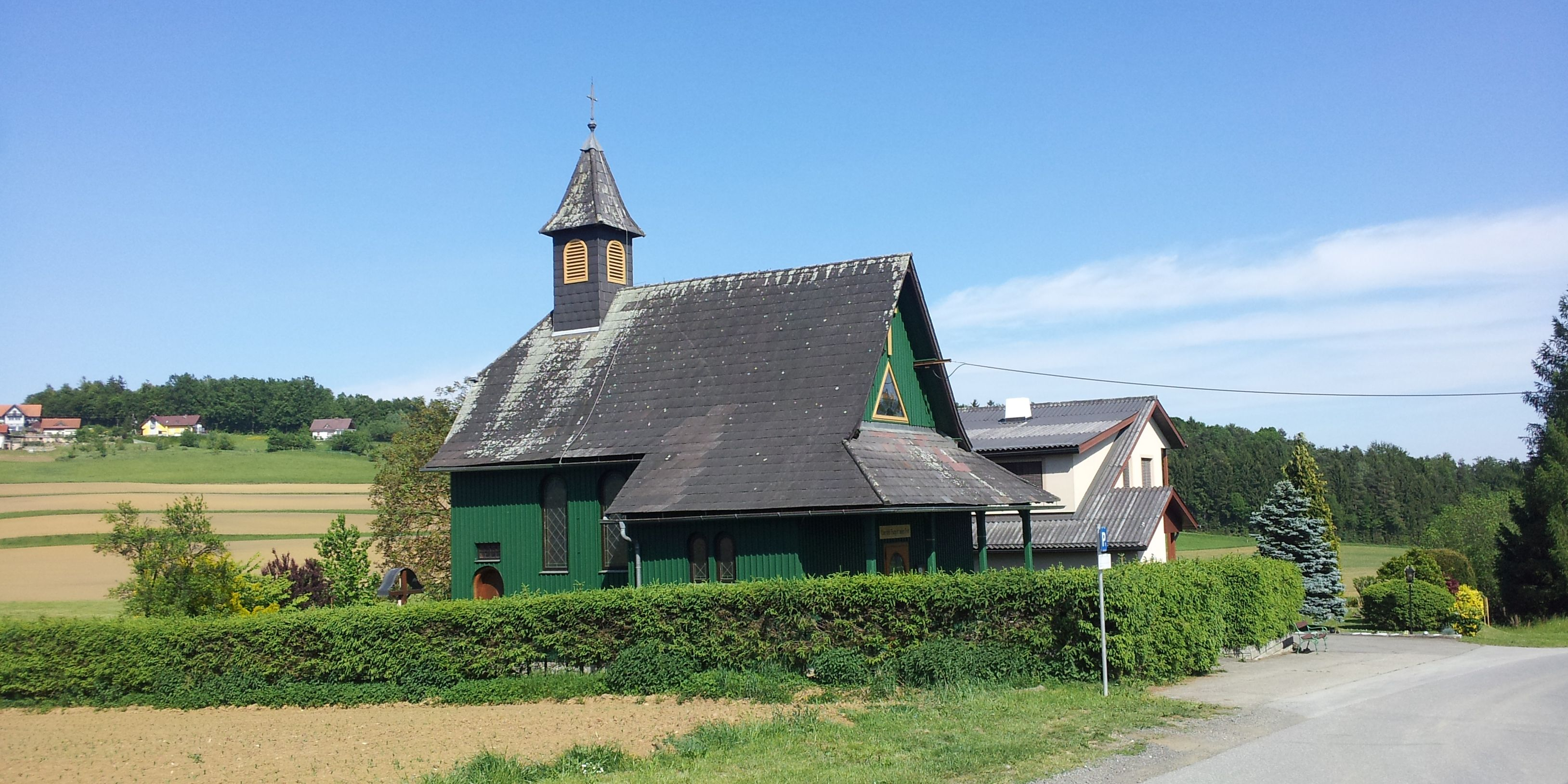
Christuskirche Hengsberg

Die Christuskirche ist ein evangelischer Kirchenbau in der Gemeinde Hengsberg in der westlichen Südsteiermark. Als Predigtstation der Leibnitzer Friedenskirche gehört sie der Evangelischen Superintendentur A. B. Steiermark an.

## Geschichte
Der nach Errichtung der Leibnitzer Friedenskirche 1910/11 geplante Bau einer Filialkirche  in Hengsberg musste aufgrund des Ausbruchs des Ersten Weltkriegs und der nachfolgenden wirtschaftlichen Notzeit zurückgestellt werden. Stattdessen erfolgte am 5. Dezember 1926 die Gründung einer evangelischen Predigtstation, deren Gottesdienste in einem Bauernhaus abgehalten wurden. Nach Anlage eines evangelischen Friedhofs 1928 in Randlage des Ortes konnte schließlich die bisherige Lagerkirche aus dem Flüchtlingslager Wagna erworben und nach Hengsberg transferiert werden, wo sie am 5. Juni 1933 durch den Superintendenten Johannes Heinzelmann geweiht wurde. In Eigeninitiative der Gemeinde wurde 1994 eine Renovierung des Kirchleins vorgenommen, wobei, um eine freundlichere Wirkung zu erzielen, die ursprünglich dunkel gebeizte Holzverschalung des Außenbaus grün übermalt und im Innern in hellem Holz erneuert wurde.

## Architektur
Die Hengsberger Christuskirche ist ein in verschalter Holzkonstruktion errichteter einfacher Saalbau mit rückseitig abgewalmtem Satteldach und aufgesetztem Dachreiter, eingangsseitig mit einer offenen Vorhalle ausgestattet. Der mit offenem Dachstuhl gestaltete Kirchenraum wird von einem von Gottfried Prabitz aus Gratwein geschnitzten Kruzifix über dem einfachen Tischaltar beherrscht.